# 小丸遺跡
座標: 北緯35度32分18.4秒 東経139度33分31.5秒 / 北緯35.538444度 東経139.558750度
小丸遺跡（こまるいせき）は、神奈川県横浜市都筑区大丸（旧緑区池辺町）に所在した縄文時代後期（4400年前 - 3200年前）を中心とする環状集落の遺跡である。別称は池辺（いこのべ）14遺跡。縄文時代集落が丸ごと発掘調査され、同時代における掘立柱建物の存在が初めて確認された遺跡である。また集落内において特殊な階層・地位にある住人が居住した可能性のある建物の存在を確認した遺跡の1つとしても知られる。

## 概要
鶴見川・早渕川に挟まれた丘陵地帯の中にある、南向きに突き出した標高60メートル程の舌状台地上に所在する。1965年（昭和40年）から始められた港北ニュータウン開発に伴う埋蔵文化財調査により、1975年（昭和50年）から1976年（昭和51年）にかけてと、1982年（昭和57年）に発掘調査された（港北ニュータウン遺跡群調査）。その結果、縄文時代後期前半の堀之内Ⅰ式土器期から、後期後半の加曽利B2式土器期にかけての、墓域（土坑墓群）を中央に居住域（竪穴建物や掘立柱建物群）が環状（円状）にめぐる集落跡（環状集落）が検出された。これ以前の、前期～中期の竪穴建物群も見つかっているが、集落としては後期が最も拡大した。

### 掘立柱建物の発見
小丸遺跡の縄文後期の環状集落（堀之内Ⅱ式期）は、これ以前の中期の環状集落と比べて、居住域に竪穴建物が数多く建築されない代わりに、多数のピット（柱穴）群が検出されることを特徴とする。これらのピットは、明確に2間×3間ほどの長方形プランが組めるものがあり、竪穴建物のような地面への掘り込み（=竪穴）を造らず、平地に直接柱を建てる「掘立柱建物」であることが、縄文時代の遺構として初めて確認された（それ以前は遺構の性格が確定しておらず「長方形柱穴列」などと呼ばれていた）。これらの掘立柱建物は、内部の床に焼土（炉）を持つものがあり、多くは住居であったと考えられている。このような掘立柱建物タイプの住居をもつ集落は、新潟県など日本海側に多く、南関東地方では千葉県などでは見られず、横浜市域を中心に分布していることから、日本海側にいた集団の一部が現在の横浜市地域に移住してきた可能性も考えられている。

### 核家屋
また、後期後半の加曽利B式期に入ると、集落のある台地の付け根付近を中心に、他に比べて大型の建物が建築されるようになる。この建物は、内部におびただしい数のピットが重複して形成されている検出状況から、長期にわたり同一地点で建て直しを繰り返して存続していたことが解っている。この種の建物の前面には墓域が広がることから、考古学研究者の石井寛により「核家屋（かくかおく）」という概念が提唱され、集落内で墓前祭祀などを司る特殊な存在=村の長（オサ）的な地位にある人物の住居であった可能性が指摘されている。このような「核家屋」は、都筑区内の同時期の集落遺跡である三の丸遺跡（さんのまるいせき）や華蔵台遺跡（けしょうだいいせき）・神隠丸山遺跡（かみかくしまるやまいせき）でも見つかっている。
小丸遺跡は、縄文時代後期社会の様相や中期社会からの変容などを、発掘調査の成果から具体的に明らかにした遺跡として評価されている。